# کلمانس پوئزی
کلِمانس پوئِزی (فرانسوی: Clémence Poésy‎؛ زادهٔ ۳ اکتبر ۱۹۸۲) یک بازیگر سینما، هنرپیشه و مانکن اهل فرانسه است. وی از سال ۱۹۹۳ میلادی تاکنون مشغول فعالیت بوده‌است.

## فیلم‌شناسی

### فیلم
| سال  | نام                                | نقش              |
| ---- | ---------------------------------- | ---------------- |
| ۲۰۰۳ | به گل رز خوش آمدید                 |                  |
| ۲۰۰۵ | هری پاتر و جام آتش                 | Fleur Delacour   |
| ۲۰۰۶ | مولن بزرگ                          | Yvonne de Galais |
| ۲۰۰۸ | در بروژ                            | Chloë Villette   |
| ۲۰۰۹ | بی‌عاطفه                            | Tia              |
| ۲۰۱۰ | ۱۲۷ ساعت                           | Rana             |
| ۲۰۱۰ | هری پاتر و یادگاران مرگ - قسمت اول | Fleur Delacour   |
| ۲۰۱۱ | هری پاتر و یادگاران مرگ - قسمت دوم | Fleur Delacour   |
| ۲۰۱۱ | سکوت ژان                           | ژان دارک         |
| ۲۰۱۳ | آخرین عشق آقای مورگان              | Pauline Laubie   |
| ۲۰۱۷ | پرتره نهایی                        |                  |
| ۲۰۲۰ | مقاومت                             | Emma             |
| ۲۰۲۰ | تنت                                | Laura            |